# Дылды
«Ды́лды» — российский комедийный телесериал о волейболе.
Съёмки начались в апреле 2019 года. Консультантом и тренером актёров сериала была заслуженный мастер спорта, серебряный призёр Олимпийских игр 2004 года Елена Зарубина. При создании главного персонажа сериала был частично использован образ Николая Васильевича Карполя.
21 сентября 2019 года в Иваново в рамках конкурсной программы второго российского фестиваля телесериалов «Пилот» состоялся премьерный показ пилотной серии. Телепремьера состоялась 7 октября 2019 года на канале «СТС». Позже сериал был представлен на выставке MIPCOM в Каннах.
В ноябре 2019 года Павел Деревянко сообщил, что телесериал продлён на второй сезон. Премьера новых серий состоялась 1 марта 2021 года в 19:00. Сериал был продлён на третий сезон. Премьера новых серий состоялась 8 августа 2022 года. Они размещались с понедельника по четверг в 12:30 на more.tv и в 19:30 выходили на СТС.
1 сентября 2022 года актриса Ангелина Поплавская официально объявила о том, что третий сезон был заключительным.

## Сюжет
Главный тренер московского мужского волейбольного клуба «Динамо» Михаил Ковалёв теряет работу из-за своего скандального характера и неуважительного отношения к женщинам. Вернувшись в родной город Новочепецк, по настоянию матери, он начинает тренировать провинциальную студенческую женскую команду.

## В главных ролях
| Актёр                           | Роль |
| ------------------------------- | --- |
| Павел Деревянко                 | Михаил Петрович Ковалёв тренер команды педагогического института. Родной отец Кристины                                                                          |
| Дарья Урсуляк                   | Ирина Константиновна Шевченко проректор по учебно-воспитательной работе (первый сезон), ректор (второй сезон), возлюбленная Михаила                             |
| Татьяна Орлова                  | Валентина Павловна Ковалёва мать Михаила Ковалёва, декан факультета физической культуры и спорта, с третьего сезона — глава Федерации пляжного волейбола России |
| Дмитрий Караневский             | Алексей (Алёша) Алексеевич Алёшин второй тренер команды, муж Лёли, с третьего сезона — отец Киры                                                                |
| Ангелина Поплавская             | Кристина Кузнецова , № 5, игровое амплуа — либеро, неформальный лидер команды, дочь Ковалёва                                                                    |
| Дарья Пицик                     | Ольга (Лёля) Некрасова , № 9, игровое амплуа — нападающая, капитан команды (первый сезон), жена Алексея, с третьего сезона — мать Киры                          |
| Изабель Эйдлен                  | Маргарита (Рита) Локтева , № 1, игровое амплуа — связующая |
| Надежда Карпова                 | Татьяна (Таня) Мошкина , № 7, игровое амплуа — нападающая |
| Мария Тухарь                    | Дарья (Даша) Борисова , № 3, игровое амплуа — нападающая |
| Анна Антонова                   | Вероника Юрьевна Жданова президент Федерации волейбола России, любимая ученица Валентины Павловны                                                               |
| Максим Лагашкин (с 43-й серии)  | Лев Самсонович Толстых психотерапевт Михаила |
| Анастасия Стежко (с 45-й серии) | Лера второй тренер команды по спецподготовке, испытывает симпатию к Михаилу                                                                                     |
| Полина Ауг (с 45-й серии)       | Тая Мошкина сестра Тани |

## В ролях
| Актёр                                | Роль |
| ------------------------------------ | --- |
| Александр Андриенко                  | Андрей Иванович («Иваныч») подполковник полиции, начальник РОВД                                                                                |
| Алёна Швиденкова                     | Кузьмина студентка |
| Светлана Пермякова                   | мама Лёли |
| Сергей Стёпин                        | папа Алёши |
| Татьяна Филатова                     | мама Алёши |
| Никита Мучкаев                       | Гоша брат Алёши |
| Дмитрий Асташевич                    | Ваня брат Алёши |
| Сергей Дьяков                        | Антон парень Тани |
| Наталья Жернакова                    | комендант общежития |
| Сергей Рубеко (1-2 сезоны)           | Пётр Алексеевич Ковалёв, отец Михаила Ковалёва, муж Валентины, спортивный комментатор                                                          |
| Степан Девонин (1-2 сезоны)          | Виктор бывший муж Ирины, психически больной человек                                                                                            |
| Полина Райкина (1-2 сезоны)          | Юлия Сергеевна Носова преподаватель (1 сезон), проректор по воспитательной работе (2 сезон)                                                    |
| Павел Майков (1-2 сезоны)            | Павел Кузнецов, отец (отчим – во втором сезоне) Кристины, директор птицефабрики                                                                |
| Анна Невская (1-2 сезоны)            | Наталья Кузнецова мать Кристины |
| Евгения Тремасова (1-2 сезоны)       | Таисия (Тася) Гараева , №11 |
| Юлия Макарова (1 сезон)              | Алиса Лебедева , №6 |
| Анатолий Горячев                     | Олег Борисович ректор (1 сезон) |
| Анатолий Кощеев                      | завхоз института |
| Мисак Геворкян                       | преподаватель института |
| Андрей Крыжний (1 сезон)             | болельщик |
| Кузьма Сапрыкин (1 сезон)            | Стас |
| Артур Бесчастный (1 сезон)           | Вадик Анохин |
| Дмитрий Мухамадеев (1 сезон)         | партнёр Павла |
| Ксения Корнева (1 сезон)             | Жена Саши (в титрах указана как Коренева) |
| Снежана Самохина (2 сезон)           | Диана Сергеевна Белова дочь мэра, капитан команды (2 сезон)                                                                                    |
| Анатолий Кот (2 сезон)               | Сергей Владимирович Белов мэр Новочепецка |
| Артём Ткаченко (2 сезон)             | Роман Рутберг адвокат, во втором сезоне состоял в отношениях с Ирой, но расстался с ней, так как не захотел чтобы она делала из него Ковалёва. |
| Татьяна Жукова-Киртбая (1, 2 сезоны) | бабушка Лёли |
| Ирина Чипиженко (2 сезон)            | бабушка Таси |
| Зоя Буряк (2 сезон)                  | Надя бывшая возлюбленная Петра Ковалёва |
| Глеб Ромашевский (3 сезон)           | Саша Семёнов возлюбленный Кристины и Даши |
| Сергей Лазарев                       | камео (15 серия) |

## Список сезонов
| Сезон | Сезон | Кол-во серий | Период трансляций           |
| ----- | ----- | ------------ | --------------------------- |
|       | 1     | 21           | 7 октября — 7 ноября 2019   |
|       | 2     | 21           | 1 марта — 1 апреля 2021     |
|       | 3     | 17           | 8 августа — 1 сентября 2022 |

### Сезон 1
| № серии | Премьера   | Описание серии |
| ------- | ---------- | --- |
| 1       | 07.10.2019 | Успешного волейбольного тренера Михаила Ковалёва дисквалифицируют за очередной случай неспортивного поведения. Новым руководителем волейбольной федерации назначена Жданова, которая с помощью своего влияния лишает Михаила и работы в клубе, и служебной квартиры, и вообще намерена навсегда изгнать Ковалёва из профессионального спорта. Единственный человек, который может переубедить Жданову — её первый тренер, мама Михаила — Валентина Павловна, с которой Михаил уже 10 лет не разговаривает. Чтобы вернуть свою карьеру, Михаил возвращается в родной город. Валентина Павловна соглашается помочь сыну, но только при условии, что Михаил сделает вузовскую команду чемпионом города. Михаил соглашается, ещё не зная, что эта команда — женская. |
| 2       | 07.10.2019 | Ковалёва совершенно не устраивает уровень игроков его команды, поэтому он решает объявить набор в сборную ВУЗа, чтобы хоть кем-то усилить состав. Члены команды в бешенстве, они приходят к проректору по воспитательной работе Ирине Шевченко и подписывают петицию о том, что не намерены тренироваться под руководством Михаила. Второй тренер Алёша отправляется на поиски съёмной квартиры для Михаила. |
| 3       | 08.10.2019 | Нескольких ключевых игроков команды собираются отчислить из ВУЗа. Михаил не может этого допустить, поэтому идёт договариваться о «закрытии хвостов» с их преподавателем, Юлией Сергеевной. Кристина пытается доказать подруге Лёле, что работу и тренировки можно совмещать. Алёша хочет доказать Михаилу, что на него можно положиться, поэтому, несмотря на запрет, берёт на себя ответственность за приём и сборку новой дорогостоящей машины для отработки подач. |
| 4       | 09.10.2019 | Накануне своей первой игры Михаил вводит жёсткий режим для команды. Чтобы его было легче соблюдать, девчонки решают переночевать дома у Кристины, родители которой уехали из города. Михаил на своём автомобиле случайно сталкивается на дороге с машиной Ирины, но, несмотря на мизерный ущерб, она не соглашается разойтись с миром. |
| 5       | 10.10.2019 | Утром перед игрой Михаил, девочки и Алёша выходят из КПЗ благодаря связям отца Кристины — Павла. Алёша отправляется за командной формой домой к Лёле, а команда и Михаил — готовиться к игре. Кристина начинает подозревать, что Михаил — её отец. Ставки вырастают, потому что из-за козней Ирины теперь от исхода игры зависит судьба команды. |
| 6       | 14.10.2019 | Из-за закрытия команды Михаил уходит в загул, а после и вовсе решает вернуться в Москву работать комментатором. Чтобы сделать тест на отцовство, Кристина пытается помешать отъезду Михаила. Девочки хотят вернуть команде финансирование, для этого организуют акцию протеста перед зданием мэрии города. |
| 7       | 15.10.2019 | Во время игры между Ритой и Лёлей вспыхивает конфликт, который приводит команду к поражению. Михаил вначале не планирует вмешиваться, но после того, как в разборки втягивается вся команда, вынужден прибегнуть к экстренным мерам. Ирина ищет финансирование на замену электропроводки нового компьютерного класса, поэтому пытается выяснить, кто спонсирует волейбольную команду. |
| 8       | 16.10.2019 | Из-за ремонта в общаге Алёша переезжает на съёмную квартиру к Михаилу. Таисия достаёт девочек нытьём насчёт своего лишнего веса, и они решают подкрутить весы, чтобы её успокоить. Михаил уверен, что он — биологический отец Кристины, поэтому пытается отвадить от неё парня, в котором видит себя в молодости. Лёля переходит в наступление и пробует соблазнить Ковалёва. |
| 9       | 17.10.2019 | Лёля сама не своя, из-за того, что накануне Михаил её жёстко отшил. Михаил не может допустить, чтобы её состояние сказалось на предстоящей игре, поэтому ради победы он предлагает Лёле встречаться. Алёша решил заявить о своих чувствах и готовит для Лели красивое признание в любви. Ректор вуза в глазах комиссии присваивает себе все заслуги Ирины, чем выводит её из себя. В отместку она начинает жёстко «топить» ректора, открывая комиссии нелицеприятную правду о состоянии дел в НЧПИ. |
| 10      | 21.10.2019 | Михаил просыпается в квартире Ирины — вчерашний совместный вечер их сблизил. Михаил предлагает Павлу, владельцу местной птицефабрики, стать новым спонсором команды. Наташа, мама Кристины, против этого, потому что не хочет, чтобы Михаил и Кристина общались. Лёля из чувства благодарности соглашается пойти с Алёшей на свидание. Ирина, несмотря на понижение в должности, пытается навести порядок на кафедре психологии. |
| 11      | 22.10.2019 | У Михаила совсем не осталось вариантов, где жить: квартира и деньги сгорели, возможность ночевать в институте тоже пропадает, теперь его план — знакомиться с женщинами в клубах и менять секс на ночлег, пока не появятся деньги. Чтобы избежать контактов с Михаилом, Лёля инсценирует травму. Ирина и её бывший муж Витя пытаются наладить отношения, для этого приглашают друзей в гости. |
| 12      | 23.10.2019 | Павел становится полноценным спонсором команды, однако это не устраивает Алису — она против того, чтобы команда играла на деньги, заработанные на убийстве животных. Михаилу приходит повестка в суд. Чтобы решить проблему, он должен уговорить Витю забрать заявление о ДТП. Алёшу приглашает в кино бывшая девушка, он думает, что Лёля это не одобрит, однако та совершенно не ревнует. |
| 13      | 24.10.2019 | Павел отправляет команду, которую теперь спонсирует, в другой город, чтобы они представляли его птицефабрику на профессиональном турнире. Перед соревнованиями Михаил встречает своих старых друзей из Москвы, которым боится признаться, что сейчас тренирует женскую команду провинциального ВУЗа. Ирина пытается вернуть свою должность проректора по учебно-воспитательной работе, Михаил предлагает для этого прибегнуть к компромату на ректора. |
| 14      | 28.10.2019 | Михаил забывает о дне рождения своей матери и вместо поздравлений с утра хамит ей. Таня приходит в институт в нелепом наряде, хотя сама этого не понимает. Девочки сомневаются, стоит ли ей об этом говорить или нужно поддержать её перед первым свиданием с парнем. Лёля пытается извиниться перед Алёшей, но тот не хочет с ней разговаривать. |
| 15      | 29.10.2019 | Девочки решают не выкладываться на игре с лидерами чемпионата, чтобы быстрее проиграть и успеть на концерт Сергея Лазарева. Об этом узнаёт Михаил и пытается настроить команду на борьбу. Ирина понимает, что отношения с Михаилом не могут быть серьёзными, но к мимолётной интрижке она тоже не готова. Алёша вдруг понимает, что никому не нужен в Новочепецке, и решает уехать в родную деревню. |
| 16      | 30.10.2019 | Павел вынуждает Михаила поехать к нему на дачу, чтобы похвастаться спортивной звездой перед бизнес-партнёрами. О романе Ирины и Михаила узнаёт Алёша. Ирина изо всех сил пытается не допустить, чтобы Алёша распустил слух по институту. Даша приходит на занятия с новым телефоном, который ей явно не по карману. Рита с подругами пытаются выяснить, откуда у неё гаджет. |
| 17      | 31.10.2019 | Ирина уговаривает Михаила рассказать Валентине Павловне, что у них роман, но Михаилу это сделать не так-то просто. Алёша, чтобы перестать думать о Лёле, заводит собаку. Павел организовывает фотосессию команды для корпоративного календаря. Он хочет, чтобы от команды фотографировались не все, а только, на его взгляд, симпатичные волейболистки. |
| 18      | 05.11.2019 | Михаил узнаёт, что Кристина в курсе измены Наташи и пытается замести следы. Для выдвижения в кандидаты на пост ректора Ирине не хватает голоса Валентины Павловны, но Ирина никак не решается обратиться к ней с этой просьбой из-за разрыва с Михаилом. Лёля ревнует Алёшу к Алисе, несмотря на то, что сама его всё время динамила. |
| 19      | 05.11.2019 | Михаил всеми силами пытается извиниться перед Ириной за измену. Девочки, несмотря на запрет Михаила, собираются участвовать в коммерческом турнире по пляжному волейболу. Алёше не нравится, что Лёля на играх одета слишком откровенно, и он начинает давить на неё. |
| 20      | 06.11.2019 | Павел узнаёт, что Михаил переспал с его женой, и хитростью вывозит его в лес, чтобы убить. Девочки вынуждены выходить на игру без Михаила, поэтому руководство командой берёт на себя Валентина Павловна. Ирина начинает подозревать что-то неладное и вместе с Наташей отправляется на поиски Михаила и Павла, чтобы предотвратить преступление. |
| 21      | 07.11.2019 | На финальную игру по приглашению Валентины Павловны приезжает Жданова. Михаил в случае победы приглашает Ирину с собой в Москву, но та сомневается — на выборах ректора у неё есть реальный шанс победить. Алёша берёт на себя ответственность за прощальный подарок для Михаила, но всё портит. |

### Сезон 2
| № серии | Премьера   | Описание серии |
| ------- | ---------- | --- |
| 1 (22)  | 01.03.2021 | Вернувшись в Москву, Михаил не рад роскошной жизни, поэтому он решает поехать обратно в Новочепецк к Ирине, которая стала ректором института. Мэр, шантажируя, убеждает Ирину принять в институт его дочь Диану и записать её в команду по волейболу. Девочки не особо рады новенькой. |
| 2 (23)  | 01.03.2021 | Михаил, чтобы спасти Ирину от тюремного заключения, остаётся в Новочепецке тренировать команду, но девочки не особо рады возвращению предателя. Ирина сообщает Михаилу, что в институт приедет местное телевидение для съёмок сюжета про дочку мэра. Ковалёву приходится извиняться перед девочками, чтобы они помирились с Дианой, но его попытка оказывается тщетной.                                                                                      |
| 3 (24)  | 02.03.2021 | Диана доказывает свою способность, чтобы быть капитаном команды, и проходит «обряд посвящения». Михаил добивается увольнения Олега Борисовича из института. Алёша пытается рассорить супружескую пару Петровых, чтобы те освободили для него и Лёли место в общежитии. |
| 4 (25)  | 03.03.2021 | Диана устраивает вечеринку, а Кристина — пикник, команда мечется «между двух огней». Ирина и Алексей отправляются на конференцию спорта, чтобы представить вуз для проведения финала в Новочепецке, но мэр снова принимается за шантаж. Михаил везёт свою мать в Москву на награждение, но не хочет, чтобы они виделись со Ждановой. |
| 5 (26)  | 04.03.2021 | Из-за разногласий в команде первая игра сезона под угрозой, а отец Кристины начинает что-то подозревать и является в институт, чтобы понаблюдать за матчем. Ковалёв пытается избежать встречи с ним. |
| 6 (27)  | 09.03.2021 | Проблемы в семье Кристины продолжаются. Миша старается помочь Ире с адвокатом, а Рита пытается расстаться с новым парнем. Павел больше не может доверять своей семье, поэтому решает проверить Наталью и Кристину на детекторе лжи, а также сделать тест на отцовство. Ирина продолжает бороться за свою свободу — в этом ей помогает Миша Ковалёв и его профессиональный адвокат. Чтобы распрощаться с сыном прокурора, Рите приходится обратиться к Диане. |
| 7 (28)  | 09.03.2021 | Чтобы развестись с Валентиной Павловной, отец Миши идёт на крайние меры. Пётр Алексеевич решает пойти на аферу и ради развода инсценирует смерть Валентины Павловны. Миша тоже врёт о здоровье собственной матери, оправдывая тем самым свои постоянные отъезды в Новочепецк. Алёша предлагает Лёле серьёзные отношения и совместное проживание. |
| 8 (29)  | 10.03.2021 | Результаты теста на отцовство показали, что Кристина не является дочерью Павла. Павел узнаёт, что он не родной отец Кристине. Наташа решает разобраться в ситуации и отправляется в клинику. Тем временем Юлия Сергеевна пытается «приударить» за адвокатом Ирины. Миша в очередной раз разбирается с проблемами в команде. |
| 9 (30)  | 11.03.2021 | Участницы команды узнают о вранье Дианы и Риты, а ложь Миши становится известна Валентине Павловне, Ирине и Ждановой. Вероника решает в последний раз навестить Валентину Павловну и остаться на матче «Весёлых куриц». Чтобы одолеть другую команду, Диана с помощью Риты угощает капитана соперников печеньем с наркотиками. Становится известно не только враньё Риты, но и Миши.                                                                         |
| 10 (31) | 15.03.2021 | Кристина узнаёт, кто её настоящий папа. Результаты теста подтверждают, что Павел не является родным отцом Кристины. Тем временем муж Валентины Павловны ставит перед супругой условие — либо женщина даёт развод, либо терпит сожительство с ним. |
| 11 (32) | 16.03.2021 | Кристина вновь пытается собрать команду, а Ковалёв — разлучить Иру и Романа. Кристина узнаёт, что подруги нашли себе новые увлечения, и решает сделать все для того, чтобы они бросили хобби и вернулись в волейбол. Лёша и Лёля с трудом продолжают налаживать совместный быт. Ковалёв угрожает Роману рассказать о деятельности адвоката мэру. |
| 12 (33) | 17.03.2021 | Война за членство в команде продолжается: девушки готовы пойти на все, чтобы снова играть в волейбол. Совместными усилиями подруги придумывают план, как избавиться от новых участниц команды. Кристина пытается подставить Диану, а Ковалёв предлагает провести товарищеский матч. Ирина и Роман решают выйти на новый уровень отношений, а недомогание Лёли оказывается вовсе не отравлением.                                                              |
| 13 (34) | 18.03.2021 | Беременность Лёли угрожает победе в товарищеском матче. Лёля отказывается от тренировки из-за беременности, чем провоцирует слабую игру команды на матче. Ковалёв продолжает подставлять Романа и ссорит его с Ириной. Муж Валентины Павловны решает наладить отношения с супругой, но незваный гость может нарушить идиллию. |
| 14 (35) | 22.03.2021 | Ковалёв пытается забыть Иру, а Лёля решает проверить, каким отцом будет Лёша. Кристина предлагает Лёле проверить Лёшу как будущего отца. Для этого она просит Лёшу посидеть с её племянником. Пока волейболистки пытаются спасти судьбу отстранённого тренера, Ковалёв отправляется к Вите, чтобы забыть Иру, но решает покончить жизнь самоубийством. |
| 15 (36) | 23.03.2021 | Витя пытается вернуть Иру, а Миша — остановить её бывшего супруга. Роман заявляется к Ковалёву с требованием отмыть его изрисованную машину. Миша понимает, что к этому причастен Витя, и заставляет убрать его «художества», но бывший муж не сдаётся и пытается убить адвоката. Валентина Павловна продолжает выяснять отношения с отцом Миши, желающим развестись.                                                                                        |
| 16 (37) | 24.03.2021 | Валентина Павловна узнаёт, что у неё есть внучка, а Ира пытается помочь Ковалёву справиться с депрессией. Валентина Павловна выясняет, что Кристина — её внучка, и пытается наладить с ней отношения, став для девушки настоящей бабушкой. Ира вызывает для Ковалёва психолога, потому что уверена, что у него депрессия, а Пётр Алексеевич подозревает, что его Надень-ка — аферистка, и пытается её разоблачить.                                           |
| 17 (38) | 25.03.2021 | Диане приходится отвечать за поступки своего отца, а Лёша решает сделать Лёле предложение руки и сердца. Перед очередным матчем отец Дианы даёт указ студентам НЧПИ провести субботник, из-за чего у волейбольной команды не остаётся группы поддержки на соревновании. Ира безуспешно пытается найти в Романе спонтанность, а Лёша решает сделать Лёле предложение на глазах у команды и семьи.                                                             |
| 18 (39) | 29.03.2021 | Пётр Алексеевич пытается помирить Кристину и Наташу. Виктор случайно подставляет Ирину. Кристина знакомится с дедом. Чтобы вернуть Валентину Павловну домой, Пётр Алексеевич решает помирить внучку с её мамой. Витюша желает защитить Ирину и отправляется к мэру, предоставив ему материалы защиты на суде, которые адвокат подготовил для женщины. |
| 19 (40) | 30.03.2021 | Ковалёв пытается помирить Диану с отцом, а Лёша — наладить отношения с Лёлей. Чтобы вытащить Ирину из тюрьмы, Ковалёв предлагает мэру помирить его с дочерью. Для этого тренеру приходится врать, что Диану уже взяли в сборную в Америке, но правда может раскрыться в любой момент. Тем временем волейболистки пытаются разобраться с личной жизнью: Лёле нужно научиться идти на компромиссы, а Тане — перестать думать о мнении окружающих.              |
| 20 (41) | 31.03.2021 | Кристина готовит для Михаила Петровича сюрприз на день рождения. Чтобы сблизиться с дочерью, Миша везёт Кристину в поход в свой день рождения. В это время команда вместе с Валентиной Павловной и Петром Алексеевичем готовят для тренера сюрприз. На празднике волейболистки узнают, что Ковалёв — отец Кристины, а мать Миши готова дать его отцу ещё один шанс.                                                                                          |
| 21 (42) | 01.04.2021 | НЧПИ готовится к финальному матчу с одной из самых сильных команд области. Чтобы одолеть волейболисток из АГСТИ, Ковалёв принимает в свою команду чемпионок из Чебоксар. Жданова запрещает Мише пользоваться чужими спортсменками, иначе победу аннулируют. Сможет ли НЧПИ победить и что ждёт героев? |

### Сезон 3
| № серии | Премьера   | Описание серии |
| ------- | ---------- | --- |
| 1 (43)  | 08.08.2022 | Проведя год в Новочепецке без волейбола, Михаил превратился в безработного толстого алкоголика, который живёт c мамой. |
| 2 (44)  | 08.08.2022 | Михаил пытается отмазаться от психотерапевта, к которому его отправила мать.                                           |
| 3 (45)  | 09.08.2022 | В команде появляется новый второй тренер.                                                                              |
| 4 (46)  | 10.08.2022 | Команда отправляется на первый этап соревнований.                                                                      |
| 5 (47)  | 11.08.2022 | Первая игра сезона. Михаил пытается руководить командой в привычном для себя стиле.                                    |
| 6 (48)  | 15.08.2022 | Михаил попадает в пикантную ситуацию с Лерой.                                                                          |
| 7 (49)  | 16.08.2022 | Михаил ставит на проигрыш своей команды в финале, чтобы заработать.                                                    |
| 8 (50)  | 17.08.2022 | Михаил получает от психотерапевта необычное домашнее задание.                                                          |
| 9 (51)  | 18.08.2022 | Команда отправляется на следующий этап соревнований в Нижний Новгород.                                                 |
| 10 (52) | 22.08.2022 | Валентина Павловна просит Михаила и Леру помириться с тренером сборной.                                                |
| 11 (53) | 23.08.2022 | Преобразившийся Михаил возвращается в команду, и узнаёт, что они давно не выигрывали.                                  |
| 12 (54) | 24.08.2022 | Михаил исчезает после возвращения Ирины.                                                                               |
| 13 (55) | 25.08.2022 | Лев настаивает, что Михаил должен закрыть гештальт в отношениях с Ириной.                                              |
| 14 (56) | 29.08.2022 | Михаил пытается понять, кого выбрать — Леру или Ирину.                                                                 |
| 15 (57) | 30.08.2022 | Домашний этап соревнований в Новочепецке.                                                                              |
| 16 (58) | 31.08.2022 | У Алёши и Лёли свадьба. Там Михаил встречает Леру и Ирину.                                                             |
| 17 (59) | 01.09.2022 | Михаил боится ехать на финал в Москву без своего талисмана.                                                            |

## Рейтинг телесериала в России
Телесериал успешно стартовал в эфире СТС. По аудитории «Россия. Зрители 10—45 лет» средняя доля первого сезона составила 14,9 %, рейтинг — 2,7 %.

## Отзывы
Сериал получил преимущественно положительные отзывы кинокритиков.
Главный тренер команды «Ленинградка» Александр Кашин так отозвался о сериале: «Посмотрел четыре серии, больше не выдержал. К волейболу это не имеет никакого отношения. Как и многие другие сериалы, это замечательно проводимое время, чтобы абстрагироваться от жизни, но при этом абсолютно отупеть».
Двукратная чемпионка мира по волейболу Екатерина Гамова: «Я видела одну серию „Дылд“. Впечатления — странные. Я смотрела, но это и не возмущает, и не смешно. Понимаю, что всё происходящее на экране далеко от профессионального спорта. А в целом — замечательная, милая комедия, не больше того».